# Alsószölnök
Alsószölnök (hongrois : Alsószölnök [ˈɒlʃoːsølnøk] ; allemand : Unterzemming ; slovène : Dolnji Senik ; prekmure : Dolenji Senik) est une localité hongroise située dans le comitat de Vas. 

## Nom et attributs

### Toponymie
Le nom d'Alsószölnök provient du slovène et signifie « déplacé », suggérant que ses habitants y ont été installés par colonisation.

## Site et localisation

### Topographie et hydrographie
Alsószölnök est située dans la région du Vendvidék, qui fait partie du Vasi-Hegyhát, dans la vallée de la Rába et du ruisseau Szölnöki-patak, à proximité immédiate de la frontière autrichienne et du tripoint de Felsőszölnök. Elle se trouve à 6 km au sud-ouest de Szentgotthárd, la ville la plus proche. Son tissu urbain est caractéristique d'un village-rue de région vallonnée, organisé le long de plusieurs rues. L'axe principal de la localité est la route 7454, reliant Vasszentmihály à Felsőszölnök.
Parmi ses localités voisines figurent Szakonyfalu (à 3 km), Rábatótfalu (quartier de Szentgotthárd, à 4 km) et Felsőszölnök (à 7 km). C'est à Alsószölnök que la Rába entre sur le territoire hongrois en provenance d'Autriche.

## Histoire
La première mention écrite connue du village remonte à 1387, sous le nom de Zelnuk inferior. Au Moyen Âge, la localité faisait partie du domaine du château de Dobra, dont le centre se situait à l'emplacement de l'actuelle Vasdobrá.
En 1664, lors de la bataille de Szentgotthárd, l'aile gauche de l'armée ottomane établit son campement à Alsószölnök. Avant cela, les Tatars, alliés des Turcs, incendièrent brutalement le village, mais la plupart des habitants réussirent à fuir et trouvèrent refuge en territoire allemand.
Au XIXe siècle, Alsószölnök appartenait au district de Tótság.

## Population

### Minorités culturelles et religieuses
Lors du recensement de 2011, la population d'Alsószölnök se déclarait à 84,6 % hongroise, 26,8 % allemande, 17,6 % slovène, 0,3 % roumaine et 0,3 % rom, tandis que 13,6 % des habitants n'ont pas déclaré leur appartenance ethnique (en raison des identités multiples, le total peut dépasser 100 %). Concernant la répartition religieuse, 78,3 % étaient catholiques romains, 1,1 % réformés, 2,2 % luthériens, 2,4 % sans religion, tandis que 16 % des habitants n'ont pas répondu.
En 2022, 92,5 % de la population s'identifiait comme hongroise, 25 % slovène, 20,2 % allemande, 0,9 % roumaine, 0,3 % ukrainienne, 0,3 % rom et 0,3 % polonaise, tandis que 1,2 % se déclaraient d'une autre nationalité étrangère et 6 % n'ont pas répondu.
Concernant l'appartenance religieuse, 62,3 % des habitants se déclaraient catholiques romains, 3,3 % réformés, 0,9 % luthériens, 0,3 % catholiques grecs, 0,3 % chrétiens d'autres confessions, 1,5 % autres catholiques, 3 % sans religion, tandis que 28,3 % des habitants n'ont pas répondu.

## Économie
La centrale hydroélectrique d'Alsószölnök est équipée de quatre turbines Francis, offrant une puissance installée totale de 200 kW. Elle fonctionne avec un débit d'eau de 12 m³/s et une hauteur de chute de 3 mètres.

## Patrimoine urbain
Parmi les sites remarquables d'Alsószölnök, on trouve l'église de l'Assomption (Nagyboldogasszony-templom), un édifice de style baroque construit en 1815. La localité abrite également un barrage sur la Rába, contribuant à la régulation des eaux de la rivière.
Le territoire d'Alsószölnök est inclus dans le Parc national de l'Őrség et fait partie du paysage protégé Őrség-Raab-Goričko, qui s'étend sur trois pays. Ce statut garantit la protection de son environnement naturel et de sa biodiversité.

## Personnalités liées à la localité
Parmi les personnalités liées à Alsószölnök, on compte József Kossics (1813-1829), prêtre de la localité, ethnographe et écrivain de l'époque des réformes.
De 1874 à 1930, József Szakovics fut curé du village. Il joua un rôle majeur dans la préservation et la promotion de la langue slovène en Hongrie.